# Hedwigia detonsa
Hedwigia detonsa là một loài Rêu trong họ Hedwigiaceae. Loài này được (M. Howe) W.R. Buck & D.H. Norris mô tả khoa học đầu tiên năm 1996.